# 紫茎京黄芩
紫茎京黄芩（学名：Scutellaria pekinensis var. purpureicaulis）为唇形科黄芩属下的一个变种。

## 扩展阅读
- 維基物種上的相關：紫茎京黄芩